# Siniša Hajdaš Dončić
Siniša Hajdaš Dončić, né le 29 juin 1974 à Zabok, est un homme politique croate membre du Parti social-démocrate de Croatie (SDP). Il est ministre des Transports depuis le 18 avril 2012.

## Biographie

### Vie professionnelle
Il est diplômé en sciences économiques de l'université de Zagreb. En 2002, il est nommé directeur du département des Affaires économiques, de l'Agriculture, du Tourisme et des Services publics du comitat de Krapina-Zagorje, poste qu'il occupe jusqu'en 2006. Il devient trois ans plus tard préfet du comitat.

### Engagement politique
Il adhère au SDP en 2004 et intègre le comité central en 2007. Candidat aux législatives de 2011, il n'est pas élu à la Diète. Le 18 avril 2012 il est nommé ministre des Affaires maritimes, des Transports et des Infrastructures dans le gouvernement de coalition du social-démocrate Zoran Milanović.